# استاروکویانوو
استاروکویانوو (به لاتین: Starokuyanovo) یک منطقهٔ مسکونی در روسیه است که در باشقیرستان واقع شده‌است.